# Bosna (turniej szachowy)
Bosna – międzynarodowy turniej szachowy rozgrywany od roku 1957 w Sarajewie. Obok Wijk aan Zee i Hastings jest jednym z najstarszych cyklicznie organizowanych turniejów z udziałem arcymistrzów światowej klasy. Wśród dotychczasowych zwycięzców znajdują się mistrzowie świata Michaił Tal i Garri Kasparow oraz wicemistrzowie Dawid Bronstein, Wiktor Korcznoj, Jan Timman i Aleksiej Szyrow. Pomiędzy 1989 a 1997 rokiem turniej nie był organizowany z powodu wojny w Bośni. W 2010 r. turniej rozegrany został w formule otwartej, zastosowano również nietypową punktację (3 pkt za zwycięstwo, 1 pkt za remis), dzięki czemu zwycięzca Chińczyk Wang Hao uzbierał w 10 partiach 23 punkty.
Najsilniejsze turnieje Bosna rozegrano w latach 1999 i 2000. Średni ranking zawodników dwukrotnie przekroczył wówczas poziom 2700 punktów (1999 - 2704, 2000 - 2701), co odpowiadało turniejom XIX kategorii FIDE. Najwyższy procentowy wynik uzyskał w roku 1982 Aleksander Bielawski (83,3%, wynik 12½ pkt w 15 partiach), natomiast najwyższy wynik rankingowy (ang. rating performance) w historii wszystkich turniejów należy do Garriego Kasparowa, który w roku 1999 uzyskał 2914 punktów.

## Zwycięzcy dotychczasowych turniejów
| Lp | Rok  | Zwycięzcy                                                                 |
| -- | ---- | ------------------------------------------------------------------------- |
| 1  | 1957 | Stojan Puc                                                                |
| 2  | 1958 | Petar Trifunović, Borislav Ivkov                                          |
| 3  | 1960 | Ludek Pachman, Stojan Puc                                                 |
| 4  | 1961 | Svetozar Gligorić, Ludek Pachman                                          |
| 5  | 1962 | Svetozar Gligorić, Lajos Portisch                                         |
| 6  | 1963 | Lajos Portisch                                                            |
| 7  | 1964 | Lew Poługajewski, Wolfgang Uhlmann                                        |
| 8  | 1965 | Aleksiej Suetin                                                           |
| 9  | 1966 | Michaił Tal, Dragoljub Cirić                                              |
| 10 | 1967 | Leonid Stein, Borislav Ivkov                                              |
| 11 | 1968 | Dragoljub Cirić, Anatolij Lejn                                            |
| 12 | 1969 | Wiktor Korcznoj                                                           |
| 13 | 1970 | Ljubomir Ljubojević, Bruno Parma                                          |
| 14 | 1971 | Dawid Bronstein, Milan Matulović, Miłko Bobocow                           |
| 15 | 1972 | Laszlo Szabo                                                              |
| 16 | 1976 | William Hartston                                                          |
| 17 | 1978 | Vladimir Raicević                                                         |
| 18 | 1979 | Bojan Kurajica, Milorad Knezević, Ivan Farago                             |
| 19 | 1980 | Vlastimil Hort                                                            |
| 20 | 1981 | Lew Psachis                                                               |
| 21 | 1982 | Aleksander Bielawski                                                      |
| 22 | 1983 | Predrag Nikolić                                                           |
| 23 | 1984 | Wiktor Korcznoj, Jan Timman                                               |
| 24 | 1985 | Symbat Lyputian                                                           |
| 25 | 1986 | Lajos Portisch, Lew Psachis, Kirył Georgijew                              |
| 26 | 1987 | Predrag Nikolić                                                           |
| 27 | 1988 | Josif Dorfman, Bogdan Lalić, Emir Dizdarević                              |
| 28 | 1998 | Wiktor Korcznoj                                                           |
| 29 | 1999 | Garri Kasparow                                                            |
| 30 | 2000 | Garri Kasparow                                                            |
| 31 | 2001 | Kirył Georgijew                                                           |
| 32 | 2002 | Siergiej Mowsesjan                                                        |
| 33 | 2003 | Ivan Sokolov                                                              |
| 34 | 2004 | Aleksiej Szyrow                                                           |
| 35 | 2005 | Wiktor Bołogan, Ivan Sokolov                                              |
| 36 | 2006 | Liviu-Dieter Nisipeanu, Magnus Carlsen, Władimir Małachow                 |
| 37 | 2007 | Siergiej Mowsesjan                                                        |
| 38 | 2008 | Aleksander Morozewicz                                                     |
| 39 | 2009 | Pawło Eljanow                                                             |
| 40 | 2010 | Wang Hao                                                                  |
| 41 | 2011 | Baadur Dżobawa                                                            |
| 42 | 2012 | Viktor Erdős, Michaił Antipow, Jewgienij Postny                           |
| 43 | 2013 | Robert Markuš, Aleksandar Kovacević, Predrag Nikolić                      |
| 44 | 2014 | Aleksandr Rachmanow                                                       |
| 45 | 2015 | Zdenko Kožul, Hrvoje Stević, Mladen Palac, Dušan Popović, Predrag Nikolić |
| 46 | 2016 | Denis Kadrić                                                              |
| 47 | 2017 | Anton Demczenko                                                           |
| 48 | 2018 | Emre Can                                                                  |
| 49 | 2019 | Ulvi Sadikhov, Denis Kadrić, Borki Predojević                             |